# Mount Paine
Mount Paine är ett berg i Antarktis. Det ligger i den centrala delen av kontinenten. Inget land gör anspråk på området. Toppen på Mount Paine är 3 330 meter över havet.
Terrängen runt Mount Paine är bergig åt nordost, men åt sydväst är den kuperad. Paine är den högsta punkten i trakten. Trakten är obefolkad. Det finns inga samhällen i närheten. 